# 김극기
김극기(金克己, ? ~ ?)는 고려 중기의 시인이다. 호는 노봉(老峰). 본관은 광주(廣州).
135권의 방대한 문집이 있었다고 하나, 현재는 전하지 않는다.

## 같이 보기
- 《김거사집(金居士集)》